# Marianna Rochal
Marianna "Maïa" Rochal-Stroyeva (en russe : Мариа́нна "Ма́йя" Роша́ль-Стро́ева), née le 23 janvier 1925 à Moscou et morte le 22 octobre 2022 à Londres, est une réalisatrice soviétique, puis russe.

## Biographie
Fille de Grigori Rochal et Vera Stroyeva, tous deux réalisateurs, Marianna Rochal naît à Moscou. En 1941-1942, elle travaille à l'atelier de montage au sein de l'Union cinématographique centrale, composée des équipes de Kazakhfilm, de Lenfilm et de Mosfilm déplacées à Almaty à l'approche de la ligne du front lors de la Seconde Guerre mondiale. Après la guerre, elle fait ses études à l'Institut national de la cinématographie dans la classe de maître de Lev Koulechov et obtient son diplôme en 1948. En 1949-1954, elle est réalisatrice  des studios de cinéma scientifique et éducatif Mosnautchfilm. À partir de 1967, elle travaille comme traductrice. 
Après le mariage avec l'historien et archéologue Gueorgui Fiodorov, elle porte le nom de famille Rochal-Fiodorova. Avec Fiodorov, ils ont une fille Vera devenue critique d'art, et Mikhaïl, devenu artiste peintre.
Marianna Rochal était membre de la Guilde cinématographique de Russie.

## Filmographie
- 1955 : Le Caniche blanc avec Vladimir Chredel.
- 1961 : L'Île aux aigles (Orlinyy ostrov) avec Mikhaïl Izrailev.
- 1963 : Rue des cosmonautes (Улица космонавтов) Kirghizfilm
- 1966 : Le Jour d'Icare (en russe : День Икара), le 3e et dernier sketch du film L'Éveil (en russe : Пробуждение) avec Pavel Oganezovitch Arsenov (ru) et Igor Iossifovitch Nikolaïev (ru)[4]